# Балабанкуру
Балабанкуру или Балабанджик (на турски: Balabancık) е село в Източна Тракия, Турция, Вилает Родосто.

## География
Балабанкуру се намира на 18 км югоизточно от Малгара.

## История
В началото на 20 век Балабанкуру е село в Малгарска кааза на Османската империя. Според статистиката на професор Любомир Милетич в 1912 година в селото живеят 400 семейства помаци.